# Rivalidades de la selección de fútbol de Alemania
Desde su creación en 1908, la selección alemana de fútbol ha mantenido unas rivalidades deportivas con distintas selecciones nacionales marcadas por sus enfrentamientos a lo largo de la historia. En Europa ha vivido episodios negativos y positivos ante Italia y Francia, con un carácter más deportivo, mientras que mantiene una gran rivalidad de carácter político con Austria debido a su cercanía y protesta a la Anschluss, es decir la incorporación de Austria a la Alemania nazi el 12 de marzo de 1938 como una provincia del III Reich, pasando de Österreich a Ostmark
También mantiene una rivalidad, pero de carácter político, con Inglaterra, surgida debido a los enfrentamientos en las Guerras Mundiales, y al antigermanismo por parte de algunos ingleses. Sin embargo, según Peter J Beck, la rivalidad no es compartida en demasía por parte de los alemanes como los ingleses.
Además fuera de Europa, concretamente en Sudamérica, otra rivalidad relevante es hacia Argentina, país con el que ha disputado la Copa Mundial de Fútbol en tres ocasiones, con un saldo de dos victorias alemanas; concretamente en 1990 y 2014 y una argentina en 1986.

## Rivalidades históricas

### Hungría
Resumen
| Competición      | PJ | G.ALE | E  | G.HUN | Gol ALE | Gol HUN |
| ---------------- | -- | ----- | -- | ----- | ------- | ------- |
| Mundial          | 2  | 1     | 0  | 1     | 6       | 10      |
| Eurocopa         | 2  | 1     | 1  | 0     | 4       | 2       |
| Liga de Naciones | 3  | 1     | 1  | 1     | 6       | 2       |
| Juegos Olímpicos | 1  | 0     | 0  | 1     | 1       | 3       |
| Total oficiales  | 8  | 3     | 2  | 3     | 17      | 17      |
| Amistosos        | 31 | 12    | 10 | 9     | 64      | 51      |
| Resumen          | 39 | 15    | 12 | 12    | 81      | 68      |

| PJ: Partidos jugados.       |
| G.ALE: Ganador Alemania.    |
| E: Empate.                  |
| G.HUN: Ganador Hungría.     |
| Gol ALE: Goles de Alemania. |
| Gol HUN: Goles de Hungría.  |

| \| Edición \| Local \| Resultado \| Visitante \| Notas \| \| ------------- \| -------- \| --------- \| --------- \| --------------- \| \| Europa 2020 \| Alemania \| 2 - 2 \| Hungría \| Fase de grupos. \| \| Alemania 2024 \| Alemania \| 2 - 0 \| Hungría \| Fase de grupos. \| Datos actualizados: 30 de junio de 2024. |          |           |           |                 |
| Edición | Local    | Resultado | Visitante | Notas           |
| Europa 2020 | Alemania | 2 - 2     | Hungría   | Fase de grupos. |
| Alemania 2024 | Alemania | 2 - 0     | Hungría   | Fase de grupos. |

| \| Edición \| Local \| Resultado \| Visitante \| Notas \| \| ---------- \| ---------------- \| --------- \| ---------------- \| ------------- \| \| Suiza 1954 \| Hungría \| 8 - 3 \| Alemania Federal \| Primera fase. \| \| Suiza 1954 \| Alemania Federal \| 3 - 2 \| Hungría \| Final. \| Datos actualizados: 23 de septiembre de 2022. |                  |           |                  |               |
| Edición | Local            | Resultado | Visitante        | Notas         |
| Suiza 1954 | Hungría          | 8 - 3     | Alemania Federal | Primera fase. |
| Suiza 1954 | Alemania Federal | 3 - 2     | Hungría          | Final.        |

| \| Edición \| Local \| Resultado \| Visitante \| Notas \| \| ------------------------ \| -------- \| --------- \| --------- \| --------------- \| \| Liga de Naciones 2022-23 \| Hungría \| 1 - 1 \| Alemania \| Fase de grupos. \| \| Liga de Naciones 2022-23 \| Alemania \| 0 - 1 \| Hungría \| Fase de grupos. \| \| Liga de Naciones 2024-25 \| Alemania \| 5 - 0 \| Hungría \| Fase de grupos. \| Datos actualizados: 7 de septiembre de 2024. |          |           |           |                 |
| Edición | Local    | Resultado | Visitante | Notas           |
| Liga de Naciones 2022-23 | Hungría  | 1 - 1     | Alemania  | Fase de grupos. |
| Liga de Naciones 2022-23 | Alemania | 0 - 1     | Hungría   | Fase de grupos. |
| Liga de Naciones 2024-25 | Alemania | 5 - 0     | Hungría   | Fase de grupos. |

## Rivalidades actuales

### Argentina
Ambos selectivos se han enfrentado 23 veces entre sí, con diez victorias para Argentina, siete para Alemania y seis empates. Los enfrentamientos en mundiales fueron en siete ocasiones, con cuatro victorias alemanas, dos empates y una victoria argentina.
El primer encuentro entre ambas selecciones se disputó el 8 de junio de 1958, en un choque correspondiente a la primera fase de grupos del Mundial. Alemania Occidental se impuso por 3:1.
Resumen
| Competición              | PJ | G.ALE | E | G.ARG | Gol ALE | Gol ARG |
| ------------------------ | -- | ----- | - | ----- | ------- | ------- |
| Mundial                  | 7  | 4     | 2 | 1     | 12      | 5       |
| Confederaciones          | 1  | 0     | 1 | 0     | 2       | 2       |
| Copa de Oro de Campeones | 1  | 0     | 0 | 1     | 1       | 2       |
| Total oficiales          | 9  | 4     | 3 | 2     | 15      | 9       |
| Amistosos                | 14 | 3     | 3 | 8     | 18      | 25      |
| Resumen                  | 23 | 7     | 6 | 10    | 33      | 34      |

| PJ: Partidos jugados.        |
| G.ALE: Ganador Alemania.     |
| E: Empate.                   |
| G.ARG: Ganador Argentina.    |
| Gol ALE: Goles de Alemania.  |
| Gol ARG: Goles de Argentina. |

| \| Edición \| Local \| Resultado \| Visitante \| Notas \| \| --------------- \| ---------------- \| ------------- \| ---------------- \| ----------------- \| \| Suecia 1958 \| Argentina \| 1 - 3 \| Alemania Federal \| Primera fase. \| \| Inglaterra 1966 \| Alemania Federal \| 0 - 0 \| Argentina \| Primera fase. \| \| México 1986 \| Argentina \| 3 - 2 \| Alemania Federal \| Final. \| \| Italia 1990 \| Alemania Federal \| 1 - 0 \| Argentina \| Final. \| \| Alemania 2006 \| Alemania \| 1 - 1 (4 - 2) \| Argentina \| Cuartos de final. \| \| Sudáfrica 2010 \| Argentina \| 0 - 4 \| Alemania \| Cuartos de final. \| \| Brasil 2014 \| Argentina \| 0 - 1 \| Alemania \| Final. \| Datos actualizados: 9 de octubre de 2019. |                  |               |                  |                   |
| Edición | Local            | Resultado     | Visitante        | Notas             |
| Suecia 1958 | Argentina        | 1 - 3         | Alemania Federal | Primera fase.     |
| Inglaterra 1966 | Alemania Federal | 0 - 0         | Argentina        | Primera fase.     |
| México 1986 | Argentina        | 3 - 2         | Alemania Federal | Final.            |
| Italia 1990 | Alemania Federal | 1 - 0         | Argentina        | Final.            |
| Alemania 2006 | Alemania         | 1 - 1 (4 - 2) | Argentina        | Cuartos de final. |
| Sudáfrica 2010 | Argentina        | 0 - 4         | Alemania         | Cuartos de final. |
| Brasil 2014 | Argentina        | 0 - 1         | Alemania         | Final.            |

| \| Edición \| Local \| Resultado \| Visitante \| Notas \| \| ------------- \| -------- \| --------- \| --------- \| ------------- \| \| Alemania 2005 \| Alemania \| 2 - 2 \| Argentina \| Primera fase. \| Datos actualizados: 9 de octubre de 2019. |          |           |           |               |
| Edición | Local    | Resultado | Visitante | Notas         |
| Alemania 2005 | Alemania | 2 - 2     | Argentina | Primera fase. |

### Brasil
Resumen
| Competición              | PJ | G.ALE | E | G.BRA | Gol ALE | Gol BRA |
| ------------------------ | -- | ----- | - | ----- | ------- | ------- |
| Mundial                  | 2  | 1     | 0 | 1     | 7       | 3       |
| Confederaciones          | 2  | 0     | 0 | 2     | 2       | 7       |
| Copa de Oro de Campeones | 1  | 0     | 0 | 1     | 1       | 4       |
| Total oficiales          | 5  | 1     | 0 | 4     | 10      | 14      |
| Amistosos                | 18 | 4     | 5 | 9     | 21      | 27      |
| Resumen                  | 23 | 5     | 5 | 13    | 31      | 41      |

| PJ: Partidos jugados.       |
| G.ALE: Ganador Alemania.    |
| E: Empate.                  |
| G.BRA: Ganador Brasil.      |
| Gol ALE: Goles de Alemania. |
| Gol BRA: Goles de Brasil.   |

| \| Edición \| Local \| Resultado \| Visitante \| Notas \| \| ------------------ \| -------- \| --------- \| --------- \| ---------- \| \| Corea / Japón 2002 \| Alemania \| 0 - 2 \| Brasil \| Final. \| \| Brasil 2014 \| Brasil \| 1 - 7 \| Alemania \| Semifinal. \| Datos actualizados: 27 de marzo de 2018. |          |           |           |            |
| Edición | Local    | Resultado | Visitante | Notas      |
| Corea / Japón 2002 | Alemania | 0 - 2     | Brasil    | Final.     |
| Brasil 2014 | Brasil   | 1 - 7     | Alemania  | Semifinal. |

| \| Edición \| Local \| Resultado \| Visitante \| Notas \| \| ------------- \| -------- \| --------- \| --------- \| ------------- \| \| México 1999 \| Brasil \| 4 - 0 \| Alemania \| Primera fase. \| \| Alemania 2005 \| Alemania \| 2 - 3 \| Brasil \| Semifinal. \| Datos actualizados: 27 de marzo de 2018. |          |           |           |               |
| Edición | Local    | Resultado | Visitante | Notas         |
| México 1999 | Brasil   | 4 - 0     | Alemania  | Primera fase. |
| Alemania 2005 | Alemania | 2 - 3     | Brasil    | Semifinal.    |

### España
Resumen
| Competición      | PJ | G.ALE | E | G.ESP | Gol ALE | Gol ESP |
| ---------------- | -- | ----- | - | ----- | ------- | ------- |
| Mundial          | 5  | 2     | 2 | 1     | 6       | 5       |
| Eurocopa         | 6  | 2     | 1 | 3     | 6       | 5       |
| Liga de Naciones | 2  | 0     | 1 | 1     | 1       | 7       |
| Total oficiales  | 13 | 4     | 4 | 5     | 13      | 17      |
| Amistosos        | 14 | 5     | 5 | 4     | 19      | 17      |
| Resumen          | 27 | 9     | 9 | 9     | 32      | 34      |

| PJ: Partidos jugados.       |
| G.ALE: Ganador Alemania.    |
| E: Empate.                  |
| G.ESP: Ganador España.      |
| Gol ALE: Goles de Alemania. |
| Gol ESP: Goles de España.   |

| \| Edición \| Local \| Resultado \| Visitante \| Local \| Resultado \| Visitante \| Notas \| \| -------------------- \| ------ \| --------- \| ---------------- \| ---------------- \| --------- \| --------- \| ---------------------- \| \| Yugoslavia 1976 \| España \| 1 - 1 \| Alemania Federal \| Alemania Federal \| 2 - 0 \| España \| Fase de clasificación. \| \| Francia 1984 \| - \| - \| - \| Alemania Federal \| 0 - 1 \| España \| Primera fase. \| \| Alemania 1988 \| - \| - \| - \| Alemania Federal \| 2 - 0 \| España \| Primera fase. \| \| Austria y Suiza 2008 \| - \| - \| - \| Alemania \| 0 - 1 \| España \| Final. \| \| Alemania 2024 \| - \| - \| - \| Alemania Federal \| 1 - 2 \| España \| Cuartos de final. \| Datos actualizados: 5 de julio de 2024. |        |           |                  |                  |           |           |                        |
| Edición | Local  | Resultado | Visitante        | Local            | Resultado | Visitante | Notas                  |
| Yugoslavia 1976 | España | 1 - 1     | Alemania Federal | Alemania Federal | 2 - 0     | España    | Fase de clasificación. |
| Francia 1984 | -      | -         | -                | Alemania Federal | 0 - 1     | España    | Primera fase.          |
| Alemania 1988 | -      | -         | -                | Alemania Federal | 2 - 0     | España    | Primera fase.          |
| Austria y Suiza 2008 | -      | -         | -                | Alemania         | 0 - 1     | España    | Final.                 |
| Alemania 2024 | -      | -         | -                | Alemania Federal | 1 - 2     | España    | Cuartos de final.      |

| \| Edición \| Local \| Resultado \| Visitante \| Notas \| \| ------------------- \| ---------------- \| --------- \| --------- \| ------------- \| \| Inglaterra 1966 \| Alemania Federal \| 2 - 1 \| España \| Primera fase. \| \| España 1982 \| Alemania Federal \| 2 - 1 \| España \| Segunda fase. \| \| Estados Unidos 1994 \| Alemania \| 1 - 1 \| España \| Primera fase. \| \| Sudáfrica 2010 \| Alemania \| 0 - 1 \| España \| Semifinales. \| \| Catar 2022 \| Alemania \| 1 - 1 \| España \| Primera fase. \| Datos actualizados: 27 de noviembre de 2022. |                  |           |           |               |
| Edición | Local            | Resultado | Visitante | Notas         |
| Inglaterra 1966 | Alemania Federal | 2 - 1     | España    | Primera fase. |
| España 1982 | Alemania Federal | 2 - 1     | España    | Segunda fase. |
| Estados Unidos 1994 | Alemania         | 1 - 1     | España    | Primera fase. |
| Sudáfrica 2010 | Alemania         | 0 - 1     | España    | Semifinales.  |
| Catar 2022 | Alemania         | 1 - 1     | España    | Primera fase. |

### Francia
Resumen
| Competición      | PJ | G.ALE | E | G.FRA | Gol ALE | Gol FRA |
| ---------------- | -- | ----- | - | ----- | ------- | ------- |
| Mundial          | 4  | 2     | 1 | 1     | 9       | 9       |
| Eurocopa         | 2  | 0     | 0 | 2     | 0       | 3       |
| Liga de Naciones | 2  | 0     | 1 | 1     | 1       | 2       |
| Total oficiales  | 8  | 2     | 2 | 4     | 10      | 14      |
| Amistosos        | 26 | 9     | 6 | 11    | 40      | 37      |
| Resumen          | 34 | 11    | 8 | 15    | 50      | 51      |

| PJ: Partidos jugados.       |
| G.ALE: Ganador Alemania.    |
| E: Empate.                  |
| G.FRA: Ganador Francia.     |
| Gol ALE: Goles de Alemania. |
| Gol FRA: Goles de Francia.  |

| \| Edición \| Local \| Resultado \| Visitante \| Notas \| \| ------------ \| -------- \| --------- \| --------- \| --------------- \| \| Francia 2016 \| Alemania \| 0 - 2 \| Francia \| Semifinal. \| \| Europa 2020 \| Francia \| 1 - 0 \| Alemania \| Fase de grupos. \| Datos actualizados: 15 de junio de 2021. |          |           |           |                 |
| Edición | Local    | Resultado | Visitante | Notas           |
| Francia 2016 | Alemania | 0 - 2     | Francia   | Semifinal.      |
| Europa 2020 | Francia  | 1 - 0     | Alemania  | Fase de grupos. |

| \| Edición \| Local \| Resultado \| Visitante \| Notas \| \| ----------- \| ---------------- \| ------------- \| ---------------- \| ----------------- \| \| Suecia 1958 \| Francia \| 6 - 3 \| Alemania Federal \| Tercer puesto. \| \| España 1982 \| Alemania Federal \| 3 - 3 (5 - 4) \| Francia \| Semifinal. \| \| México 1986 \| Francia \| 0 - 2 \| Alemania Federal \| Semifinal. \| \| Brasil 2014 \| Francia \| 0 - 1 \| Alemania \| Cuartos de final. \| Datos actualizados: 16 de octubre de 2018. |                  |               |                  |                   |
| Edición | Local            | Resultado     | Visitante        | Notas             |
| Suecia 1958 | Francia          | 6 - 3         | Alemania Federal | Tercer puesto.    |
| España 1982 | Alemania Federal | 3 - 3 (5 - 4) | Francia          | Semifinal.        |
| México 1986 | Francia          | 0 - 2         | Alemania Federal | Semifinal.        |
| Brasil 2014 | Francia          | 0 - 1         | Alemania         | Cuartos de final. |

### Inglaterra
Jugaron por primera vez el 10 de mayo de 1930 en Berlín, durante la República de Weimar en Alemania, partido que finalizó 3-3. Los palmarés de cada selección contrastan, ya que Alemania ha tenido mucho mayor éxito a nivel mundial con 4 Mundiales, internacional con 1 Confederaciones y europeo con 3 Eurocopas, mientras Inglaterra únicamente ostenta el título mundial de 1966.
El 4 de diciembre de 1935, el Tercer Reich alemán jugó su primer partido en Inglaterra, un partido amistoso en White Hart Lane, el estadio del club londinense Tottenham Hotspur (Inglaterra ganó 3-0). En mayo de 1938, en Berlín, Inglaterra ganaría 6-3. La Asociación de Fútbol de Inglaterra instruyó a sus jugadores a hacer un saludo nazi. Los saludos fueron dados pero antes, los jugadores estuvieron renuentes.
Después de la Segunda Guerra Mundial, Alemania Federal ganó la Copa Mundial de Fútbol de 1954. Inglaterra fue el primer país que ganó contra Alemania después de la Copa Mundial el 1 de diciembre de 1954 en el Wembley Stadium por 3-1 ante 100 000 espectadores. El 26 de mayo de 1956 Inglaterra ganó 3-1 en el Olympiastadion: los goles fueron marcados por Duncan Edwards, Colin Grainger y Johnny Haynes.
El primer partido oficial, fue mundialista y a su vez el —más destacado en la historia de esta rivalidad—. Se sucitó el 30 de julio en la final del mundial de Inglaterra, con el estadio de Wembley como sede ante 96.924 espectadores. El alemán Helmut Haller abrió el marcador al minuto 12, sin embargo en el minuto 18 los ingleses respondieron con gol de Geoff Hurst. Martin Peters al 78 por los locales y Wolfgang Weber al 89 por Alemania Occidental sellaron el empate; por ello en tiempos extra un polémico gol al 101 de Hurst que pegó en el travesaño y botó en el césped antes de que el esférico volviera al terreno de juego. Nunca se pudo determinar si el balón realmente ingresó completamente a la portería. Hurst sentenció el campeonato al 120 para finalizar 4-2, Inglaterra ganó su primera y única copa hasta el momento y Hurst se convirtió en el primer futbolista en la historia de los mundiales que marca hattrick en una final.
Cuatro años después en el Mundial de México 1970, ambas selecciones se cruzaron nuevamente, ahora en los cuartos de final. Dicho enfrentamiento fue disputado el 14 de junio, en el estadio Nou Camp de León. Los ingleses se adelantaron 2-0 en el marcador con los tantos Alan Mullery al 31 y del anotador en la final pasada Martin Peters al 49. En una histórica tarde, el selectivo germano con Franz Beckenbauer (68), Uwe Seeler (82) y Gerd Müller (108) le dieron vuelta al partido en la prórroga, logrando conjuntamente el pase a semifinales.
Su primer compromiso en torneos de Europa, se dio cita en la eliminatoria rumbo a la Eurocopa de Bélgica 1972, como líderes de los grupos 3 y 8, se disputó una liguilla entre ambos conjuntos para definir el clasificado a la fase final. El primer partido fue para un 3-1 los alemanes en el estadio de Wembley el 29 de abril de 1972,
siendo Hoeneß (26), Netzer (85 de penalti) y Gerd Müller (88) los anotadores germanos y Francis Lee (77) por los ingleses. En el Estadio Olímpico de Berlín fue un empate a cero favorable a Alemania, que logró su clasificación a la Euro de 1972 el 13 de mayo, con marcador global de 3-1.
Nuevamente se enfrentaron en el mundial de España 1982, en el grupo 2 correspondiente a la segunda fase, el 29 de junio se concretó un empate sin goles en el estadio Santiago Bernabéu de Madrid, pero el grupo se lo llevó el cuadro alemán quien clasificó a semifinales luego de que en el siguiente encuentro se impuso 2-1 a la selección anfitriona, España.
En el Mundial de Italia 1990, nuevamente se emparejaron en otra fase de eliminación, esta vez en la semifinal celebrada el 4 de julio, en el Stadio delle Alpi de Turín. El alemán Andreas Brehme marcó el primero al 60, mientras que diez minutos antes de finalizar el juego el inglés Gary Lineker empató el marcador y el partido se alargó a la prórroga. Después de 120 minutos, la tanda de penales se definió con todos los tiros acertados por parte de los alemanes y dos fallos de los ingleses Pearce y Waddle. Así, Alemania Occidental avanzó a su tercera final consecutiva después de 1982 y 1986, a la postre al final alcanzaron su tercera estrella tras vencer 1-0 a los argentinos.
Tras finalizar el choque, el futbolista inglés Gary Lineker expresó una de sus más célebres frases:
En los octavos de final de Sudáfrica 2010 se enfrentarían por quinta ocasión en mundiales en el Estadio Free State el 27 de junio, fue una abultada victoria alemana de 4-1 con goles de Klose y Podolski y dos de Thomas Müller, mientras que el único gol inglés fue marcado por Matthew Upson. Dicho encuentro fue recordado porque el árbitro uruguayo Jorge Larrionda no contó un válido de Lampard para emparejar el partido 2-2, recordando el gol de Hurst en la final de 1966.
El 29 de junio de 2021, válido por los octavos de final de la Eurocopa 2020, se enfrentaron nuevamente ingleses y alemanes en el Estadio de Wembley, donde los ingleses vencieron por 2 a 0 con goles de Raheem Sterling y Harry Kane, provocando el fin de la era de Joachim Löw como director técnico de Alemania y de Toni Kroos como seleccionado alemán y con un agregado de que con esta ganancia, los ingleses pusieron fin a 55 años de no poder ganarle a Die Mannschaften, tras la final del Mundial de 1966, ganado por los ingleses.
Resumen
| Competición      | PJ | G.ALE | E | G.ING | Gol ALE | Gol ING |
| ---------------- | -- | ----- | - | ----- | ------- | ------- |
| Mundial          | 7  | 3     | 2 | 2     | 12      | 13      |
| Eurocopa         | 5  | 1     | 2 | 2     | 4       | 5       |
| Liga de Naciones | 2  | 0     | 2 | 0     | 4       | 4       |
| Total oficiales  | 14 | 4     | 6 | 4     | 20      | 22      |
| Amistosos        | 21 | 9     | 2 | 10    | 26      | 35      |
| Resumen          | 35 | 13    | 8 | 14    | 46      | 57      |

| PJ: Partidos jugados.         |
| G.ALE: Ganador Alemania.      |
| E: Empate.                    |
| G.ING: Ganador Inglaterra.    |
| Gol ALE: Goles de Alemania.   |
| Gol ING: Goles de Inglaterra. |

| \| Edición \| Local \| Resultado \| Visitante \| Local \| Resultado \| Visitante \| Notas \| \| --------------------------- \| ---------- \| --------- \| ---------------- \| ---------------- \| ----------- \| ---------- \| -------------------- \| \| Bélgica 1972 \| Inglaterra \| 1 - 3 \| Alemania Federal \| Alemania Federal \| 0 - 0 \| Inglaterra \| Fase clasificatoria. \| \| Inglaterra 1996 \| - \| - \| - \| Inglaterra \| 1 - 1 (5-6) \| Alemania \| Semifinal. \| \| Bélgica y Países Bajos 2000 \| - \| - \| - \| Inglaterra \| 1 - 0 \| Alemania \| Primera fase. \| \| Eurocopa 2020 \| - \| - \| - \| Inglaterra \| 2 - 0 \| Alemania \| Octavos de final. \| Datos actualizados: 29 de junio de 2021. |            |           |                  |                  |             |            |                      |
| Edición | Local      | Resultado | Visitante        | Local            | Resultado   | Visitante  | Notas                |
| Bélgica 1972 | Inglaterra | 1 - 3     | Alemania Federal | Alemania Federal | 0 - 0       | Inglaterra | Fase clasificatoria. |
| Inglaterra 1996 | -          | -         | -                | Inglaterra       | 1 - 1 (5-6) | Alemania   | Semifinal.           |
| Bélgica y Países Bajos 2000 | -          | -         | -                | Inglaterra       | 1 - 0       | Alemania   | Primera fase.        |
| Eurocopa 2020 | -          | -         | -                | Inglaterra       | 2 - 0       | Alemania   | Octavos de final.    |

| \| Edición \| Local \| Resultado \| Visitante \| Local \| Resultado \| Visitante \| Notas \| \| ------------------ \| ---------- \| --------- \| --------- \| ---------------- \| ------------- \| ---------------- \| ---------------------- \| \| Inglaterra 1966 \| - \| - \| - \| Inglaterra \| 4 - 2 \| Alemania Federal \| Final. \| \| México 1970 \| - \| - \| - \| Alemania Federal \| 3 - 2 \| Inglaterra \| Cuartos de final. \| \| España 1982 \| - \| - \| - \| Alemania Federal \| 0 - 0 \| Inglaterra \| Segunda fase. \| \| Italia 1990 \| - \| - \| - \| Alemania Federal \| 1 - 1 (4 - 3) \| Inglaterra \| Semifinal. \| \| Corea / Japón 2002 \| Inglaterra \| 0 - 1 \| Alemania \| Alemania \| 1 - 5 \| Inglaterra \| Fase de clasificación. \| \| Sudáfrica 2010 \| - \| - \| - \| Alemania \| 4 - 1 \| Inglaterra \| Octavos de final. \| Datos actualizados: 30 de junio de 2010. |            |           |           |                  |               |                  |                        |
| Edición | Local      | Resultado | Visitante | Local            | Resultado     | Visitante        | Notas                  |
| Inglaterra 1966 | -          | -         | -         | Inglaterra       | 4 - 2         | Alemania Federal | Final.                 |
| México 1970 | -          | -         | -         | Alemania Federal | 3 - 2         | Inglaterra       | Cuartos de final.      |
| España 1982 | -          | -         | -         | Alemania Federal | 0 - 0         | Inglaterra       | Segunda fase.          |
| Italia 1990 | -          | -         | -         | Alemania Federal | 1 - 1 (4 - 3) | Inglaterra       | Semifinal.             |
| Corea / Japón 2002 | Inglaterra | 0 - 1     | Alemania  | Alemania         | 1 - 5         | Inglaterra       | Fase de clasificación. |
| Sudáfrica 2010 | -          | -         | -         | Alemania         | 4 - 1         | Inglaterra       | Octavos de final.      |

### Italia
Resumen
| Competición      | PJ | G.ALE | E  | G.ITA | Gol ALE | Gol ITA |
| ---------------- | -- | ----- | -- | ----- | ------- | ------- |
| Mundial          | 5  | 0     | 2  | 3     | 4       | 9       |
| Eurocopa         | 4  | 0     | 3  | 1     | 3       | 4       |
| Liga de Naciones | 4  | 2     | 2  | 0     | 11      | 7       |
| Total oficiales  | 13 | 2     | 7  | 4     | 18      | 20      |
| Amistosos        | 26 | 8     | 7  | 11    | 34      | 37      |
| Resumen          | 39 | 10    | 14 | 15    | 52      | 57      |

| PJ: Partidos jugados.       |
| G.ALE: Ganador Alemania.    |
| E: Empate.                  |
| G.ITA: Ganador Italia.      |
| Gol ALE: Goles de Alemania. |
| Gol ITA: Goles de Italia.   |

| \| Edición \| Local \| Resultado \| Visitante \| Notas \| \| ---------------------- \| ---------------- \| ------------- \| --------- \| ----------------- \| \| Alemania Federal 1988 \| Alemania Federal \| 1 - 1 \| Italia \| Primera fase. \| \| Inglaterra 1996 \| Italia \| 0 - 0 \| Alemania \| Primera fase. \| \| Polonia y Ucrania 2012 \| Alemania \| 1 - 2 \| Italia \| Semifinal. \| \| Francia 2016 \| Alemania \| 1 - 1 (4 - 3) \| Italia \| Cuartos de final. \| Datos actualizados: 5 de diciembre de 2017. |                  |               |           |                   |
| Edición | Local            | Resultado     | Visitante | Notas             |
| Alemania Federal 1988 | Alemania Federal | 1 - 1         | Italia    | Primera fase.     |
| Inglaterra 1996 | Italia           | 0 - 0         | Alemania  | Primera fase.     |
| Polonia y Ucrania 2012 | Alemania         | 1 - 2         | Italia    | Semifinal.        |
| Francia 2016 | Alemania         | 1 - 1 (4 - 3) | Italia    | Cuartos de final. |

| \| Edición \| Local \| Resultado \| Visitante \| Notas \| \| -------------- \| ---------------- \| --------- \| ---------------- \| ------------- \| \| Chile 1962 \| Alemania Federal \| 0 - 0 \| Italia \| Primera fase. \| \| México 1970 \| Italia \| 4 - 3 \| Alemania Federal \| Semifinal. \| \| Argentina 1978 \| Alemania Federal \| 0 - 0 \| Italia \| Segunda fase. \| \| España 1982 \| Italia \| 3 - 1 \| Alemania Federal \| Final. \| \| Alemania 2006 \| Alemania \| 0 - 2 \| Italia \| Semifinal. \| Datos actualizados: 5 de diciembre de 2017. |                  |           |                  |               |
| Edición | Local            | Resultado | Visitante        | Notas         |
| Chile 1962 | Alemania Federal | 0 - 0     | Italia           | Primera fase. |
| México 1970 | Italia           | 4 - 3     | Alemania Federal | Semifinal.    |
| Argentina 1978 | Alemania Federal | 0 - 0     | Italia           | Segunda fase. |
| España 1982 | Italia           | 3 - 1     | Alemania Federal | Final.        |
| Alemania 2006 | Alemania         | 0 - 2     | Italia           | Semifinal.    |